# شهرستان موسکگون (میشیگان)
شهرستان موسکگون، میشیگان (به انگلیسی: Muskegon County, Michigan) یک سکونتگاه مسکونی در ایالات متحده آمریکا است که در میشیگان واقع شده‌است.